# Scrophularia heterophylla
Scrophularia heterophylla är en flenörtsväxtart. Scrophularia heterophylla ingår i släktet flenörter, och familjen flenörtsväxter.

## Underarter
Arten delas in i följande underarter:
- S. h. heterophylla
- S. h. laciniata
- S. h. taygetea